# Шаркија (гувернорат)
Шаркија је један од 27 гувернората Египта. Заузима површину од 4.180 km². Према попису становништва из 2006. у гувернорату је живело 5.340.058 становника. Главни град је Заказик.

## Становништво
| 2006.     | 2012. (процена) |
| --------- | --------------- |
| 5.340.058 | 6.010.000       |